# Agregació limitada per difusió

Simulació de creixement d'una DLA.

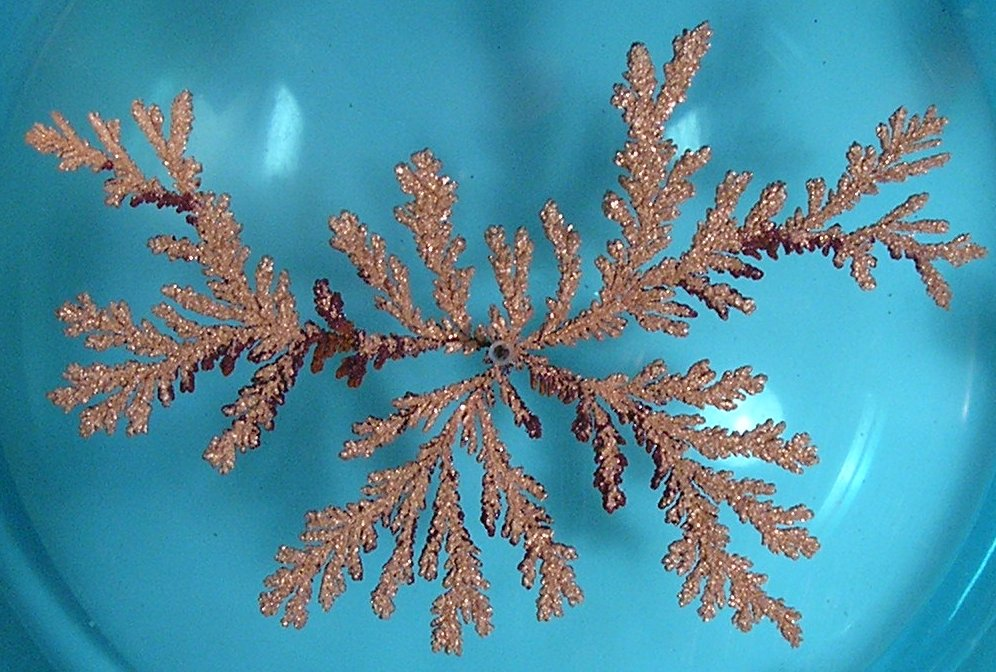
Estructura de coure que consisteix en una DLA formada a partir de solució de sulfat de coure en una cèl·lula d'electrodeposició.

L'agregació limitada per difusió (en anglès Diffusion-limited aggregation, DLA) és un procés estocàstic al qual partícules sotmeses a un passeig aleatori, alliberades degut al moviment brownià, s'aglomeren per formar agregats, enganxant-se les unes amb les altres. Aquesta teoria, proposada per Thomas Witten i Leonard Sander l'any 1981, és aplicable a l'agregació de qualsevol sistema on la difusió és el mitjà primari de transport. D'aquesta manera s'obtenen estructures molt ramificades i es pot analitzar la seva complexitat mitjançant geometria fractal.
La DLA pot ser utilitzada per modelar alguns patrons naturals, i pot ser observada en sistemes com l'electrodeposició, el flux Hele-Shaw, dipòsits minerals i ruptura dielèctrica.
La DLA té algunes propietats compartides amb els fractals; té una estructura ben definida a escales molt petites i la seva dimensió de Haussdorff és més gran que la dimensió topològica.

## Descripció
L'algorisme de Witten i Sander es basa en el model de creixement aleatori de l'agregació de partícules. Donat un clúster de n partícules, un caminador aleatori tendirà a unir-s'hi formant un clúster de n+1 partícules. Quant més gros és el clúster, més punts d'unió amb les partícules no unides hi haurà i, per tant, s'agilita el procés que va ramificant l'estructura. Es tracta d'un procés estocàstic, a causa de la naturalesa probabilística del caminador aleatori.
Les estructures construïdes mitjançant aquest algorisme són molt ramificades i es pot calcular la seva dimensió fractal a partir del nombre de partícules i el seu radi mitjà. Per a qualsevol dimensió topològica {\displaystyle d}, la dimensió fractal {\displaystyle D_{f}} té un valor no enter que tendeix a {\displaystyle d-1}. Ara bé, la naturalesa fractal de la DLA és feble per tant no s'allunya gaire de {\displaystyle d}, especialment en dues dimensions. A més, aquesta varia molt segons l'estructura de la xarxa i la geometria de la simulació.
Cal esmentar que no n'hi ha prou calculant la dimensió en una única mostra, ja que hi ha moltes estructures possibles i la dimensió fractal entre elles varia molt (per exemple, si es formés una línea recta de partícules la dimensió seria 1, però la probabilitat que passi és molt baixa). Per tant, per fer un càlcul més fiable de la dimensió fractal de l'estructura cal fer-ne moltes rèpliques, emprant un model de Montecarlo.

## Flux Hele-Shaw

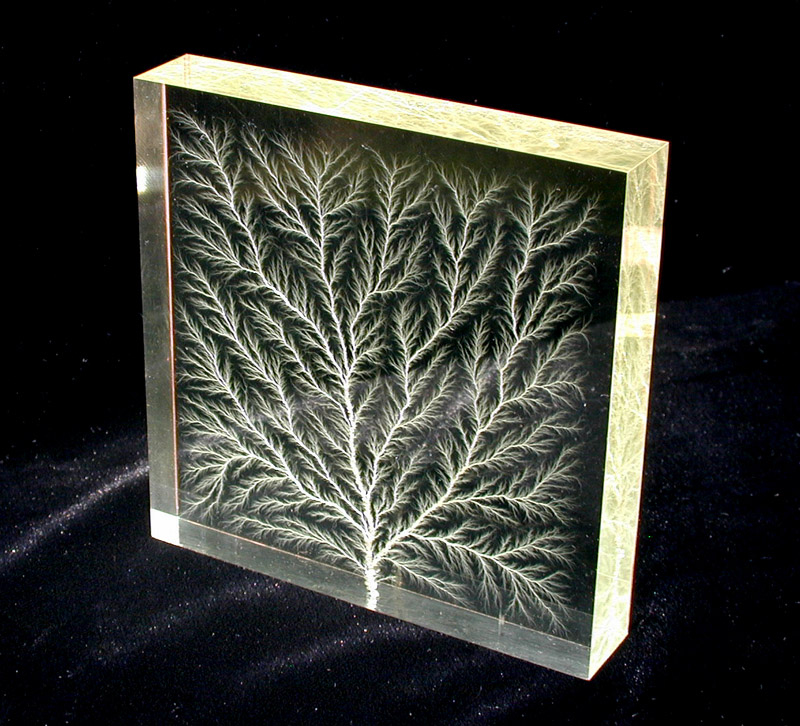
El trencament dielèctric d'alta tensió dins d'un bloc de plexiglas crea un patró fractal anomenat figura de Lichtenberg. Les descàrregues de ramificació esdevenen en última instància, però es creu que s'estenen fins a nivell molecular.

La velocitat d'un fluid en un entorn porós és proporcional al gradient de pressió d'un fluid: {\displaystyle {\vec {v}}=-{\frac {k}{\mu }}\nabla p} on {\displaystyle k} és la permeabilitat del medi porós i {\displaystyle \mu } la viscositat del fluid.
Si es considera un fluid no compressible, l'equació anterior condueix a l'equació de Laplace. A l'introduir un segon fluid amb viscositat molt inferior, s'obté un flux Hele-Shaw. La pressió d'aquest nou fluid es pot considerar constant, a causa de la seva baixa viscositat i, per tant, l'equació de Laplace segueix sent aplicable. El procés de la DLA és similar, si s'utilitzen aquests paràmetres per definir la probabilitat d'adhesió del caminador aleatori. Tot i que el flux Hele-Shaw és de naturalesa determinista (mentre que la DLA és estocàstica), en ambdós casos el creixement de la interfície és prou lent per utilitzar l'equació de Laplace en lloc de l'equació de difusió. Per tant, el model de Laplace resulta útil per explicar els patrons formats en la DLA. De manera similar, la DLA o les seves variants s'han utilitzat per modelar processos com ara l'electrodeposició o la fractura dielèctrica.

## Mètode de Hastings-Levitov
Atès que les funcions analítiques bidimensionals satisfan l'equació de Laplace per a qualsevol punt no singular, la teoria de mapeig conformal proporciona un altre mecanisme per construir formes. Així, es pot crear una DLA en dues dimensions aplicant repetidament iteracions estocàstiques de mapeig conformal. El mapeig conformal es defineix com la funció {\displaystyle f(z)} del pla complex a la regió connectada a D, on la seva derivada {\displaystyle df/dz} mai és zero a D. Com a resultat, un proporciona un mapeig a una altra regió que simplement està connectada internament per D, mapejant els límits d'una regió als límits de l'altra. Riemann va demostrar que per a les regions finites el mapa és únic. La funció inversa també és única, {\displaystyle g(f(z))=z}.
Si definim un mapa circular de radi {\displaystyle r} on es formen pics de radi {\displaystyle a}, es pot utilitzar el mètode de Hastings-Levitov per definir la funció de mapeig:
{\displaystyle w=f_{a}(z)=(z-a+{\frac {r^{2}}{z-a}})/2}
Mitjançant aquest mètode, s'obté una DLA quan aquests pics s'apliquen de forma aleatòria i tots tenen la mateixa mida. El nombre de pics és igual a la mida dels cúmuls.
Aquest mètode és anàleg al flux Hele-Shaw descrit anteriorment: La probabilitat que una partícula trobi l'estructura compleix l'equació de Laplace {\displaystyle \nabla ^{2}\psi (z)=0}, amb les condicions:
- La probabilitat serà zero al límit del cúmul (ja que la partícula s'enganxa quan toca una partícula del cúmul): {\displaystyle \psi (z)=0,z\in \partial C}
- La funció {\displaystyle \psi (z)} ha de ser independent de la direcció: {\displaystyle \psi (z)={\frac {1}{2\pi }}\ln {\vert z\vert },\vert z\vert \rightarrow \infty }

La probabilitat de creixement acumulat al punt {\displaystyle z} és {\displaystyle dP(z)=\vert \nabla \psi (z)\vert dl}. Segons la teoria de mapeig de Riemann, existeix un mapeig conformal que assenyala l'exterior del cercle unitari cap a l'exterior del cúmul. Aquesta propietat també permet calcular la dimensió fractal, mitjançant la relació entre el radi i el nombre de pics. En els clústers isotròpics, la densitat de correlació només depèn de la distància {\displaystyle r}.

## Multifractalitat
Els clústers d'una DLA presenten multifractalitat, és a dir, tenen diferents tipus de fractals en diferents regions de la DLA. La probabilitat que una partícula nova s'insereixi al clúster per contacte amb una partícula concreta {\displaystyle p_{i}} del clúster no és uniforme entre totes les partícules del clúster. És més fàcil que entri en contacte amb les externes que amb les internes, ja que per arribar a les internes ha d'esquivar les altres.
Com que la distribució de partícules és multifractal, es pot definir una funció per calcular aquestes diferències i obtenir la dimensió fractal en cada partícula. La dimensió fractal conjunta calculada serà la màxima obtinguda amb aquest mètode.
La multifractalitat és especialment interessant en aquest cas perquè les característiques multifractals són lleis d'escala que es relacionen amb les probabilitats de la dimensió fractal.

## Altres tècniques
L'autosemblança de DLA es pot analitzar mitjançant la teoria de la renormalització i els resultats obtinguts. Un altre enfocament per examinar el problema és considerar que les branques se solapen alhora en un sistema dinàmic. D'aquesta manera també es pot obtenir informació sobre la multifractalitat del sistema.